# Aulon (Hautes-Pyrénées)
Aulon település Franciaországban, Hautes-Pyrénées megyében. Lakosainak száma 99 fő (2022. január 1.). Aulon Campan, Bagnères-de-Bigorre, Guchen, Vielle-Aure, Ancizan és Saint-Lary-Soulan községekkel határos.

## Népesség
A település népességének változása:
| Lakosok száma | 81   | 84   | 89   | 84   | 89   | 93   | 98   | 97   | 99   |
|               | 2013 | 2015 | 2016 | 2017 | 2018 | 2019 | 2020 | 2021 | 2022 |